# Eurovision Dance Contest
Eurovision Dance Contest er en europæisk dansekonkurrence, efter samme koncept som det europæiske melodigrandprix. Danse-grandprixet blev første gang afholdt i 2007 af sammenslutningen af europæiske tv-selskaber, EBU. 

## Format og generel information
Konkurrenterne bestod af et par dansere fra hvert deltagende land. Hvert par udførte en dans, en frestyle dans, hvor de enkelte landes kultur kunne vises til resten af Europa. Udover at blive evalueret af et panel af dansere, blev de forskellige danse vurderet af et europæisk publikum, der stemte via telefon eller tekstbeskeder for at bestemme vinderen af konkurrencen. BBC var "brodcaster" for de to første konkurrencer i 2007 og 2008, de eneste konkurrencer til dags dato.